# Kempton Bay (Lake Rossignol)
Kempton Bay – zatoka (ang. bay) w południowej części Lake Rossignol w kanadyjskiej prowincji Nowa Szkocja, w hrabstwie Queens; nazwa urzędowo zatwierdzona 13 sierpnia 1974.